# إسراء الزعبي
إسراء الزعبي (25 مارس 1992 -)، مذيعة أردنية. من مواليد قطر، مذيعة في تلفاز قطر منذ عام 2006، عرفها الجمهور في صغرها في برامج الأطفال. في عام 2012 قدمت لأول مرة برنامجاً للكبار، وهو عبارة عن برنامج مسابقات تحت عنوان الناس والعيد وذلك في عيد الفطر المبارك. كما أطلت في شهر سبتمبر 2012 في نشرات الأخبار، حيث أصبحت تقدم النشرة الرياضية. انتقلت في أغسطس 2013 لطاقم قنوات الجزيرة الرياضية. تشارك في تقديم نشرات الاخبارية وبرامج القناة المختلفة.

## المسيرة المهنية
قدمت العديد من البرامج منها:
- عم عرفان (2006)
- 1 2 play
- واحة الصغار
- دنيا الأطفال
- العد العكسي (3 مواسم 2011 - 2012)

## روابط خارجية
- إسراء الزعبي على موقع قاعدة بيانات الأفلام العربية